# 田付長兵衛
田付 長兵衛（たつけ ちょうべえ、生没年不詳）は、江戸時代前期に活躍した蒔絵師。

## 経歴・人物
経歴についてはほとんど不明だが、田付家は室町時代から代々続く蒔絵の一派であり、その作風は緻密で高雅な作品が多かったされている。種類は硯箱や文台等であったという。
田付長兵衛は通称であり、その名を名乗る蒔絵師は多数存在したとされている。このうち、高広と広忠が名乗った作品が有名である。

## 主な作品
- 『亀甲剣木瓜紋蒔絵文台硯箱』- 古くから出雲大社に伝わる[2]。文台の裏には「田付長兵衛広忠」と銘文が刻まれている[2]。1667年（寛文7年）制作[1]。
- 『角田川蒔絵文台硯箱』- 「田付長兵衛高忠」と銘文が刻まれている[1]。現在は東京国立博物館所蔵[1]。
- 『蔦細道蒔絵文台硯箱』- 重要文化財指定。東京国立博物館所蔵。